# Giulio Ciccone
Giulio Ciccone   (Chieti, 20 de desembre de 1994) és un ciclista italià professional des del 2016. Des del 2019 corre a l'equip Lidl-Trek. El seu primer any al professionalisme aconseguí una victòria d'etapa al Giro d'Itàlia En l'edició del 2019 aconseguí una segona victòria d'etapa, alhora que guanyà el Gran Premi de la muntanya. Aquell mateix 2019 va vestir el mallot groc del Tour de França durant dues etapes. El 2022 guanyà una tercera etapa al Giro d'Itàlia. El 2023 es va proclamar campió de la muntanya del Tour de França.

## Palmarès
- 2014
  - 1r al Trofeu Rigoberto Lamonica
- 2015
  - 1r a la Bassano-Monte Grappa
  - 1r a la Milà-Rapallo
- 2016
  - Vencedor d'una etapa al Giro d'Itàlia
- 2017
  - Vencedor d'una etapa al Tour de Utah
- 2018
  - 1r al Giro dels Apenins
- 2019
  - Vencedor d'una etapa al Tour de l'Alt Var
  - Vencedor d'una etapa al Giro d'Itàlia i  1r del Gran Premi de la muntanya
- 2020
  - 1r al Trofeu Laigueglia
- 2022
  - Vencedor d'una etapa al Giro d'Itàlia
- 2023
  - Vencedor d'una etapa a la Volta a la Comunitat Valenciana
  - Vencedor d'una etapa a la Volta a Catalunya
  - Vencedor d'una etapa al Critèrium del Dauphiné
  -  1r de la Classificació de la muntanya al Tour de França
- 2025
  - Vencedor d'una etapa al Tour dels Alps
  - 1r a la Clàssica de Sant Sebastià
  - Vencedor d'una etapa a la Volta a Burgos

### Resultats al Giro d'Itàlia
- 2016. No surt (19a etapa). Vencedor d'una etapa
- 2017. 95è de la classificació general
- 2018. 40è de la classificació general
- 2019. 16è de la classificació general. Vencedor d'una etapa. 1r al  Gran Premi de la muntanya
- 2020. No surt (14a etapa)
- 2021. No surt (18a etapa)
- 2022. 25è de la classificació general. Vencedor d'una etapa
- 2025. No surt (15a etapa)

### Resultats al Tour de França
- 2019. 31è de la classificació general  Porta el mallot groc durant 2 etapes
- 2022. 59è de la classificació general
- 2023. 32è de la classificació general.  Vencedor de la classificació de la muntanya
- 2024. 11è de la classificació general

### Resultats a la Volta a Espanya
- 2021. Abandona a la 16a etapa
- 2024. Abandona a la 10a etapa